# Chính sách thị thực của Bờ Biển Ngà
Du khách đến Bờ Biển Ngà phải xin thị thực từ một trong những phái bộ ngoại giao Côte d'Ivoire trừ khi họ đến từ một trong những quốc gia được miễn thị thực. Tất cả du khách phải sở hữu hộ chiếu có hiệu lực 6 tháng.

## Bản đồ chính sách thị thực

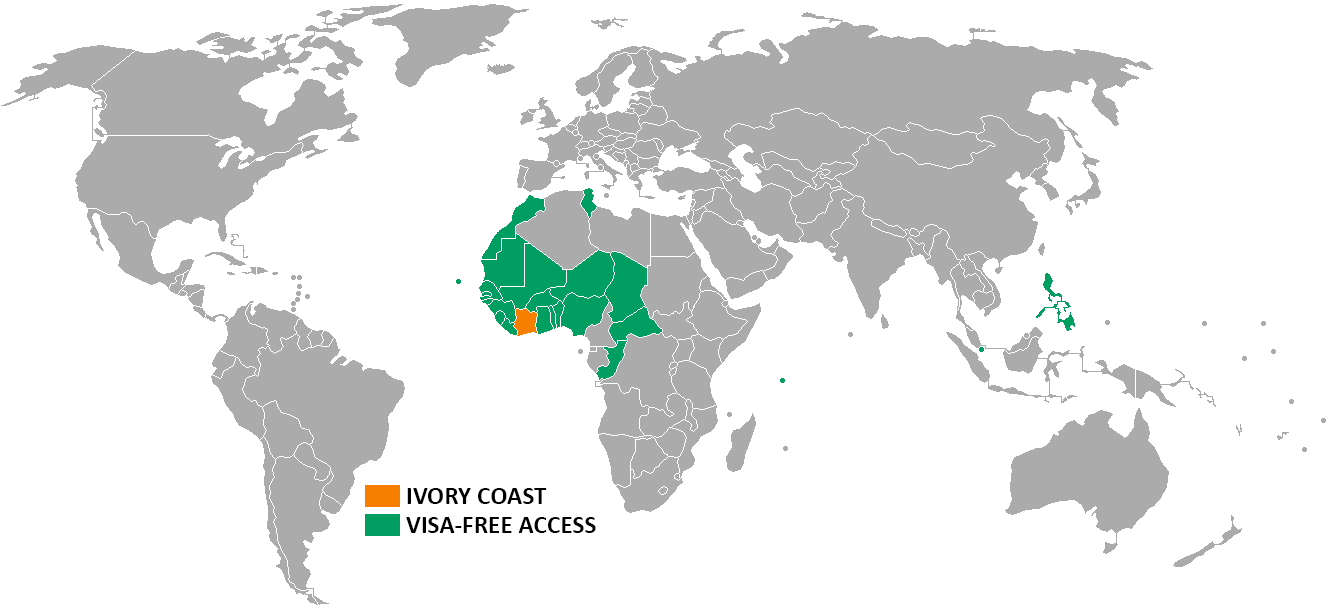
Chính sách thị thực Bờ Biển Ngà
Bờ Biển Ngà
Miễn thị thực

## Miễn thị thực
Công dân của 23 quốc gia sau cũng như người tị nạn và vô quốc gia định cư tại đây cũng có thể đến Côte d'Ivoire mà không cần thị thực:
| - Benin - Burkina Faso - Cape Verde - Cộng hòa Trung Phi (90 ngày) - Chad (90 ngày) - Congo (90 ngày) - Gambia - Ghana - Guinea - Guinea-Bissau - Liberia - Mali | - Mauritania (90 ngày) - Maroc (90 ngày) - Niger - Nigeria - Philippines (90 ngày) - Senegal - Seychelles (90 ngày) - Sierra Leone - Singapore (90 ngày) - Togo - Tunisia (90 ngày) |  |

Người sở hữu hộ chiếu ngoại giao và công vụ của Áo, Brazil, Trung Quốc, Gabon, Iran, Israel, Nam Phi, Thổ Nhĩ Kỳ, Uganda, Venezuela và Việt Nam không cần thị thực để đến Bờ Biển Ngà.

## Thị thực điện tử tại sân bay
Du khách có thể xin thị thực điện tử mà nếu được phê chuẩn có thể lấy tại Sân bay Port Bouet tại Abidjan. Thị thực điện tử có hiệu lực 90 ngày và được cấp trong vòng 48 giờ.

## Cần cho phép từ trước
Công dân của những quốc gia và vùng lãnh thổ sau có thể xin thị thực Bờ Biển Ngà mà không cần sự đồng ý từ Bộ An ninh:
| - Afghanistan - Albania - Angola - Antigua và Barbuda - Bangladesh - Bolivia - Campuchia - Chile - Trung Quốc (không tính Đài Loan và Macao) - Colombia - Cuba - Dominica | - Ai Cập - Guinea Xích Đạo - Hồng Kông - Iceland - Indonesia - Iran - Iraq - Jordan - Kenya - Kiribati - Kyrgyzstan - Lào | - Quần đảo Marshall - Micronesia - Myanmar - Liban - Libya - Moldova - Nepal - Nicaragua - Hàn Quốc - Pakistan - Palau - Rwanda | - Samoa - Nam Sudan - Sri Lanka - Sudan - Syria - Thái Lan - Đông Timor - Việt Nam - Yemen |  |